# هرسون کاپری
هرسون کاپری (انگلیسی: Herson Capri؛ زادهٔ ۸ نوامبر ۱۹۵۱) بازیگر اهل برزیل است. وی از سال ۱۹۷۸ میلادی تاکنون مشغول فعالیت بوده‌است.
از فیلم‌ها یا مجموعه‌های تلویزیونی که وی در آن‌ها نقش داشته‌است می‌توان به کمدی سکسی ریو و ماریگلا، اشاره نمود.